# Global Challenge
Le Global Challenge est une course autour du monde à la voile, créée en 1989 par Challenge Business, une entreprise appartenant à Chay Blyth. 
Les participants doivent effectuer un tour du monde « à l'envers », c'est-à-dire contre les vents dominants sur la majorité du parcours.

## La course
Elle se tient tous les quatre ans et utilise des bateaux monotypes, Challenge 67 et Challenge 72. L'équipage, constitué d'amateurs de la voile paye un droit d'entrée (en 2008, le prix de l'inscription était de 28 750 livres sterling).  
La course a pour but de suivre l'Océan austral, d'est en ouest, c'est-à-dire contre les vents et courants dominants. Elle couvrait 29 000 milles nautiques (54 000 km). 
Lors de l'édition 2004/2005, elle est partie de Portsmouth et a fait escale à Buenos Aires, Wellington, Sydney, au Cap, à Boston et à La Rochelle avant de se terminer à Portsmouth.
Les organisateurs de la course revendiquent d'être la « course la plus difficile » (The World’s Toughest Race) à destination des navigateurs amateurs.
L'organisation humanitaire Save the Children fut associée à la course et placée sous le patronage d'Anne du Royaume-Uni. 
La compagnie de Chay Blyth, qui finançait la course, a cependant connu des problèmes financiers majeurs et des voiliers ont été vendus.

## Les résultats

### British Steel Challenge 1992/1993
| Classement | Nom du bateau     | Skipper                              | Temps cumulé           |
| ---------- | ----------------- | ------------------------------------ | ---------------------- |
| 1          | Nuclear Electric  | John Chittenden                      | 151 j 11 h 49 min 11 s |
| 2          | Group 4           | Mike Golding                         | 151 j 13 h 59 min 36 s |
| 3          | Hofbräu Lager     | Pete Goss                            | 152 j 15 h 45 min 56 s |
| 4          | Coopers & Lybrand | Vivien Cherry                        | 154 j 17 h 59 min 56 s |
| 5          | Pride of Teeside  | Ian MacGillivray                     | 155 j 16 h 06 min 48 s |
| 6          | Interspray        | Paul Jeffes                          | 156 j 14 h 09 min 10 s |
| 7          | Heath Insured     | Adrian Donovan                       | 157 j 10 h 29 min 18 s |
| 8          | Rhône-Poulenc     | Alec Honey Peter Phillips            | 159 j 17 h 26 min 13 s |
| 9          | Commercial Union  | Will Sutherland Richard Merriweather | 159 j 17 h 26 min 13 s |
| 10         | British Steel II  | Richard Tudor                        | 163 j 00 h 25 min 07 s |

### BT Global Challenge 1996/1997
| Classement | Nom du bateau            | Skipper              | Temps cumulé           |
| ---------- | ------------------------ | -------------------- | ---------------------- |
| 1          | Group 4                  | Mike Golding         | 161 j 05 h 25 min 18 s |
| 2          | Toshiba                  | Simon Walker         | 163 j 11 h 14 min 34 s |
| 3          | Save the Children        | Andy Hindley         | 165 j 20 h 50 min 46 s |
| 4          | Motorola                 | Mark Lodge           | 165 j 22 h 40 min 54 s |
| 5          | Commercial Union         | Richard Merriweather | 167 j 08 h 01 min 32 s |
| 6          | Global Teamwork          | Merfyn Owen          | 169 j 20 h 27 min 56 s |
| 7          | Nuclear Electric         | Richard Tudor        | 171 j 01 h 29 min 10 s |
| 8          | Ocean Rover              | Paul Bennett         | 171 j 11 h 46 min 34 s |
| 9          | 3Com                     | David Tomkinson      | 171 j 11 h 57 min 30 s |
| 10         | Pause to Remember        | Tom O’Connor         | 172 j 19 h 13 min 28 s |
| 11         | Courtaulds International | Boris Webber         | 173 j 19 h 26 min 12 s |
| 12         | Heath Insured            | Adrian Donovan       | 174 j 21 h 36 min 29 s |
| 13         | Concert                  | Chris Tibbs          | 174 j 21 h 36 min 29 s |
| 14         | Time & Tide              | James Hatfield       | 176 j 18 h 09 min 55 s |

### BT Global Challenge 2000/2001
| Classement | Nom du bateau       | Skipper                       | Points | Temps cumulé           |
| ---------- | ------------------- | ----------------------------- | ------ | ---------------------- |
| 1          | LG Flatron          | Conrad Humphreys              | 95     | 171 j 13 h 33 min 49 s |
| 2          | Compaq              | Will Oxley                    | 86     | 173 j 14 h 59 min 43 s |
| 3          | BP                  | Mark Denton                   | 78     | 175 j 09 h 54 min 33 s |
| 4          | Logica              | Jeremy Troughton              | 71     | 175 j 20 h 46 min 04 s |
| 5          | TeamSpirit          | Andy Dare John Read           | 68     | 176 j 22 h 34 min 43 s |
| 6=         | Spirit of Hong Kong | Stephen Wilkins               | 62     | 178 j 21 h 34 min 43 s |
| 6=         | Quadstone           | Alex Phillips Richard Chenery | 64*    | 179 j 11 h 58 min 14 s |
| 8          | Norwich Union       | Neil Murray                   | 60     | 180 j 07 h 58 min 14 s |
| 9=         | Isle of Man         | Lin Parker                    | 56     | 180 j 21 h 41 min 18 s |
| 9=         | Save the Children   | Nick Fenton                   | 56*    | 176 j                  |
| 10         | Olympic             | Manley Hopkinson              | 37*    | 183 j                  |

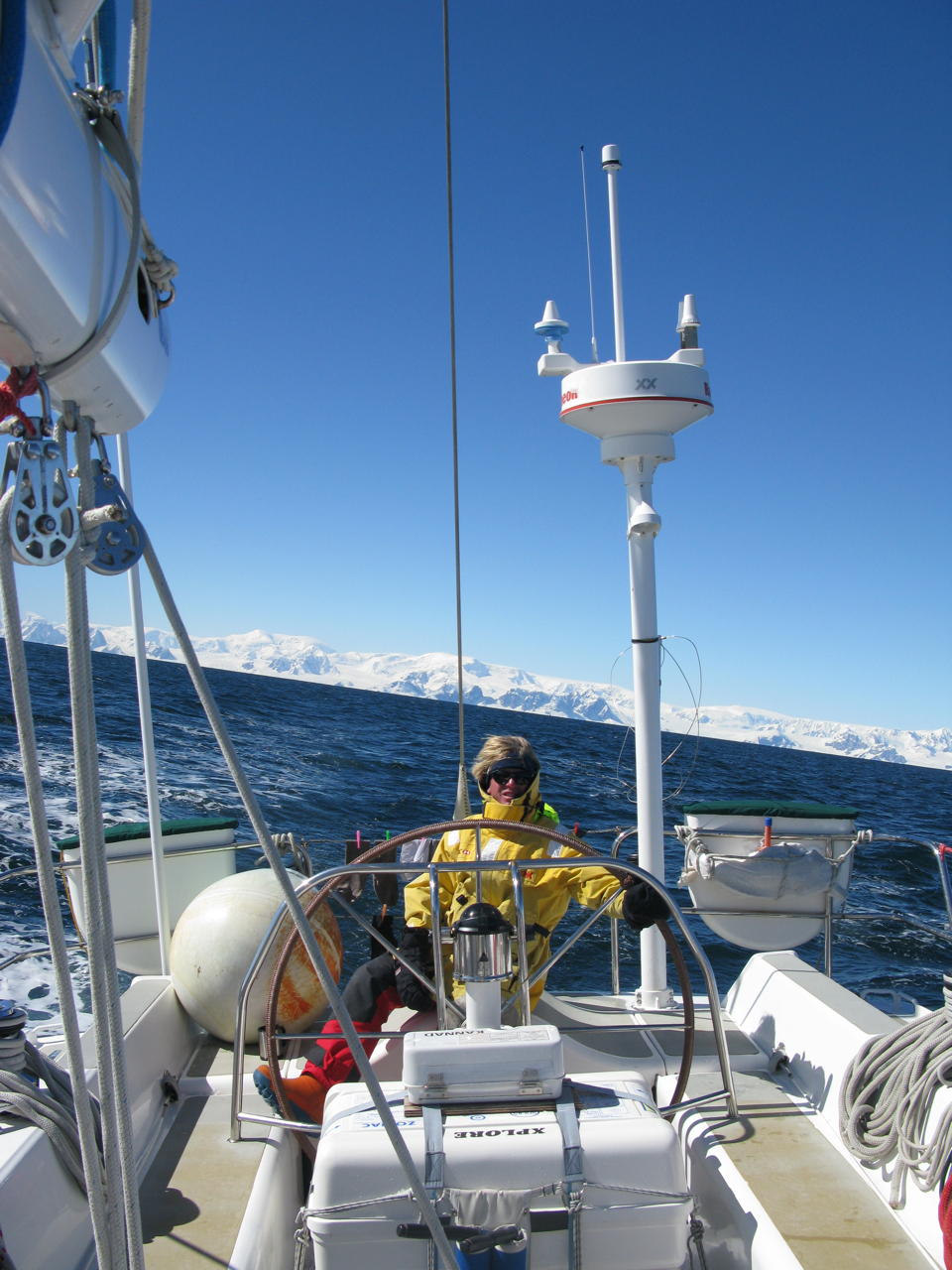
Stephen Wilkins barre un Challenge 67

* Ces équipages n'ont pas terminé toutes les étapes

### Global Challenge 2004/2005
| Classement | Nom du bateau       | Skipper           | Points | Temps cumulé           |
| ---------- | ------------------- | ----------------- | ------ | ---------------------- |
| 1          | BG Spirit           | Andy Forbes       | 90     | 166 j 00 h 50 min 36 s |
| 2          | Barclays Adventurer | Stuart Jackson    | 76     | 168 j 09 h 39 min 09 s |
| 3          | BP Explorer         | David Melville    | 74     | 167 j 13 h 16 min 25 s |
| 4          | Spirit of Sark      | Duggie Gillespie  | 73     | 166 j 19 h 15 min 25 s |
| 5          | SAIC La Jolla       | Eero Lehtinen     | 71     | 168 j 20 h 09 min 51 s |
| 6          | Team Stelmar        | Clive Cosby       | 66     | 184 j 15 h 04 min 11 s |
| 7=         | Me To You           | James Allen       | 63     | 170 j 16 h 07 min 02 s |
| 7=         | VAIO                | Amedeo Sorrentino | 63     | 170 j 11 h 31 min 10 s |
| 9          | Samsung             | Matt Riddell      | 58**   | 170 j 06 h 13 min 10 s |
| 10         | Imagine it. Done    | Dee Caffari       | 56*    | 168 j 23 h 31 min 26 s |
| 11         | Pindar              | Loz Marriott      | 54     | 174 j 01 h 11 min 59 s |
| 12         | Save the Children   | Paul Kelly        | 41**   | 176 j 03 h 37 min 23 s |

*Abandonne lors de la deuxième étape Buenos Aires - Wellington à la suite d'une urgence médicale à bord. 
**Stoppent la course dans la deuxième étape Buenos Aires - Wellington pour venir en aide au bateau Imagine it. Done.

## Spécifications techniques du Challenge 67

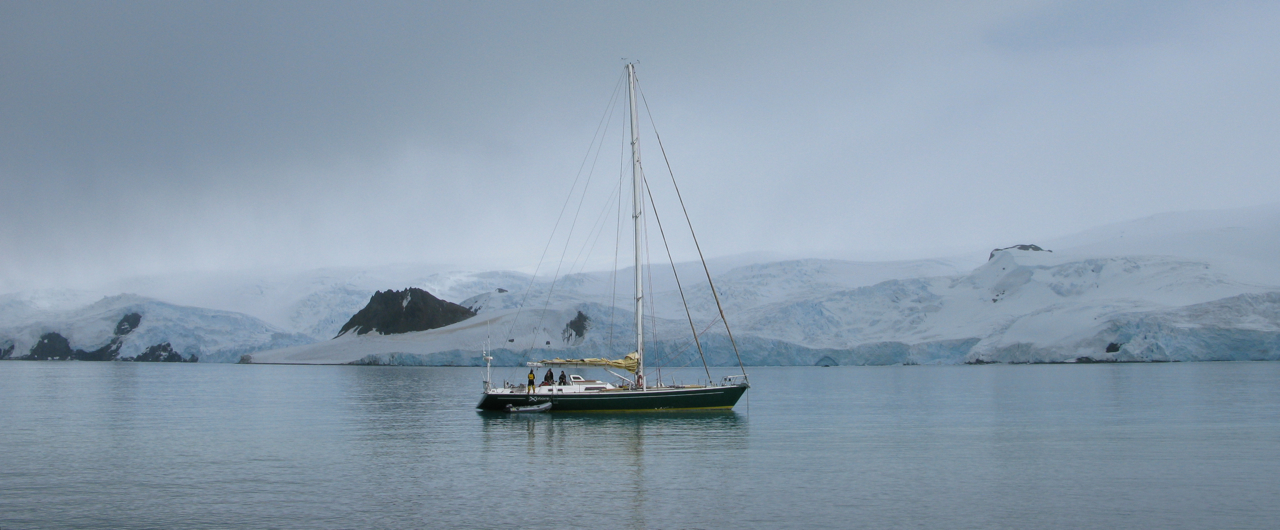
Challenge 67 en Antarctique

La flottille Challenge 67 (voilier monocoque) a été conçue pour être solide, sûre, de tenir la mer dans de mauvaises conditions et d'être autonome en eau et carburant durant des périodes assez longues pour permettre à l'équipage de rejoindre un port. Les bateaux ont été également conçus pour faciliter les manœuvres d'un équipage non professionnel.
La conception a été réalisée par David Thomas et  Thanos Condylis.
- Hauteur du mat : 25,98 m
- Longueur totale : 67 pieds (20,42 m)
- Bôme : 5,26 m
- Tirant d'eau : 2,82 m
- Déplacement : 40 tonnes
- Coque et pont en acier
- Moteur : Perkins 130HP
- Générateur : Perkins 27HP
- Capacité du réservoir de carburant : 385 Gallons (1 600 litres)
- Capacité du réservoir d'eau : 242 Gallons (1 100 litres)
- Capacité de couchage : 14 places en six cabines

## Spécifications techniques du Challenge 72
La flottille Challenge 72 a été développée et améliorée à partir de Challenge 67. Les principales modifications ont été faites sur la quille (bulbe) et le safran. 
La conception a été l'œuvre de Rob Humphreys, et la construction de dix unités a été confiée aux chantiers de Devonport Yachts au Royaume-Uni. Deux autres yachts ont été fabriqués par Kim's Yacht Company en Chine
- Longueur totale : 72 pieds (22 m)
- Longueur de la ligne d'eau : 61 pieds (19 m)
- Ballast : 12,5 tonnes
- Capacité du réservoir d'eau : 390 gallons (1 775 litres)
- Capacité du réservoir de carburant : 475 gallons (2 150 litres)

Acquéreurs des navires après la faillite de Challenge Business :
- 2 par Ocean Youth Trust Scotland (Alba Explorer, anciennement Samsung, Alba Endeavour anciennement Stelmar)
- 4 par Tall Ships Youth Trust[2]
- 5 par Pangaea Exploration LLC (S/V Sea Dragon, anciennement CB 37)
- 1 par Big Spirit Adventures[3] - Big Spirit of Southampton (anciennement BG Spirit)
- 2 par Challenge Ocean - Albatros & Whirlwind (basés à Lorient en Bretagne Sud)